# Monomanía
En psiquiatría se denomina monomanía (del griego monos ‘uno’, y mania ‘locura’, acuñado por primera vez en francés por Jean Étienne Dominique Esquirol en 1814) a un tipo de paranoia en el que el paciente solo puede pensar en una idea o tipo de ideas. Una monomanía emocional es aquella en la que el paciente está obsesionado con una única emoción o varias relacionadas con ella; una monomanía intelectual es aquella en la que su pensamiento se centra en torno a una única idea o conjunto de ideas.
En términos coloquiales, el término «monomaníaco» se relaciona frecuentemente con subculturas determinadas que al público en general le parecen extravagantes. De hecho, en muchos casos la diferencia entre la monomanía y la pasión hacia un determinado tema puede ser difícil de distinguir.

## Clases de monomanías
- Cleptomanía
- Dipsomanía
- Onomatomanía
- Piromanía
- Clastomanía
- Monomanía de suicidio
- Monomanía de homicidio

## La monomanía en la literatura
Los personajes monomaníacos han sido el centro de abundantes obras literarias. Así, por ejemplo, varios de los personajes de Miguel de Cervantes, empezando por el propio Don Quijote, pueden ser considerados monomaníacos, ya que interpretan toda la realidad a partir de una única idea. El licenciado Vidriera está obsesionado con la idea de romperse como un cristal, el celoso extremeño con la posibilidad de ser engañado, etc.
Ya en el siglo XIX, el escritor Edgar Allan Poe también centró muchas de sus historias en narradores y protagonistas que sufren algún tipo de monomanía, que tienen fijación por determinada idea, apetencia, objeto o persona, a menudo hasta el punto de llegar a la destrucción mental o física del objeto o de sí mismos. Así, por ejemplo, en «El gato negro», un hombre teme tanto a un gato que lo mata, pero luego lo sustituye por otro, que será el que lo delate tras matar a su mujer y emparedarla; en «El retrato oval», un pintor está obsesionado con pintar a su mujer; en «Berenice» un hombre se obsesiona con la visión de los dientes de su prima enferma, con la que pretendía contraer nupcias; en «La máscara de la Muerte Roja» un príncipe enloquece por miedo a la peste, mientras que en «El corazón delator» un hombre no puede apartar de su mente la imagen del ojo con cataratas del viejo a quien cuida.
En el caso de Gustave Flaubert, se habla de dos posibles monomanías: la del propio autor en su odio hacia la burguesía, iniciada en su infancia y continuada toda su vida, y la de su personaje más conocido, Madame Bovary, que tras leer novelas sentimentales, como un nuevo don Quijote, se obsesiona con la idea de vivir una relación apasionada y pecaminosa.
En Crimen y castigo, del novelista ruso Fiódor Dostoyevski, el personaje principal, Raskolnikov, es considerado un monomaníaco en muchas ocasiones.
En Moby Dick, del estadounidense Herman Melville (1851), el Capitán Ahab es un monomaníaco, obsesionado con su persecución de la gran ballena blanca. Por su parte, en Cumbres Borrascosas, de Emily Brontë, Heathcliff es descrito como un monomaníaco centrado únicamente en su encuentro final con Cathy en el último capítulo de la novela.
También en La guarida del gusano blanco, de Bram Stoker, el personaje de Edgar Caswall, obsesionado con el vuelo de su cometa con forma de halcón que, finalmente encuentra la muerte durante una tormenta eléctrica después de autoproclamarse como un dios que controla los fenómenos atmosféricos.